# 黃腹絲隆頭魚
黃腹絲隆頭魚，又稱黃腹絲鰭鸚鯛，為輻鰭魚綱鱸形目隆頭魚亞目隆頭魚科的其中一種，分布於西太平洋區的珊瑚海海域，棲息深度60-217公尺，體長可達7.6公分，棲息在珊瑚礁區，生活習性不明。

## 擴展閱讀
維基物種上的相關：黃腹絲隆頭魚